# Kustkämpeblomvecklare
Kustkämpeblomvecklare (Falseuncaria degreyana) är en fjärilsart som beskrevs av Mchachlan 1869. Kustkämpeblomvecklare ingår i släktet Falseuncaria och familjen vecklare. Arten är reproducerande i Sverige. Inga underarter finns listade i Catalogue of Life.